# 秋吉台

中国山地周辺の地形図（左下に秋吉台）

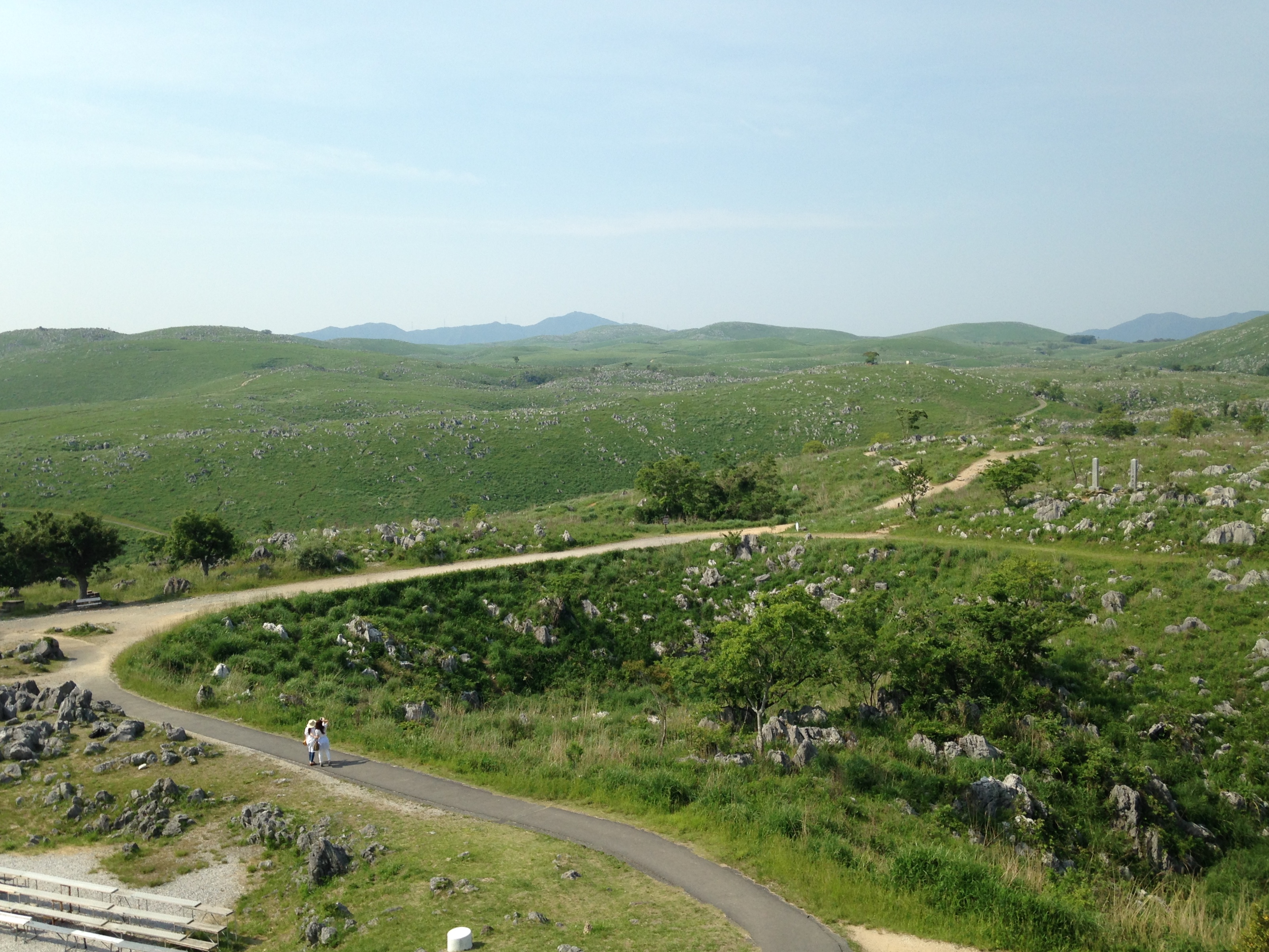
秋吉台

秋吉台（あきよしだい）は、山口県美祢市中・東部に広がる日本最大のカルスト台地。北東方向に約16 km、北西方向に約6 kmの広がりを有し、台地上の総面積54 km2、石灰岩の分布（沖積面下の潜在部を含む）総面積93 km2、台地面の標高180 - 420 mである。
厚東川によって東西二つの台地（東台と西台）に分けられ、東側地域が狭義の秋吉台（特別天然記念物、国定公園）である。

## 概要

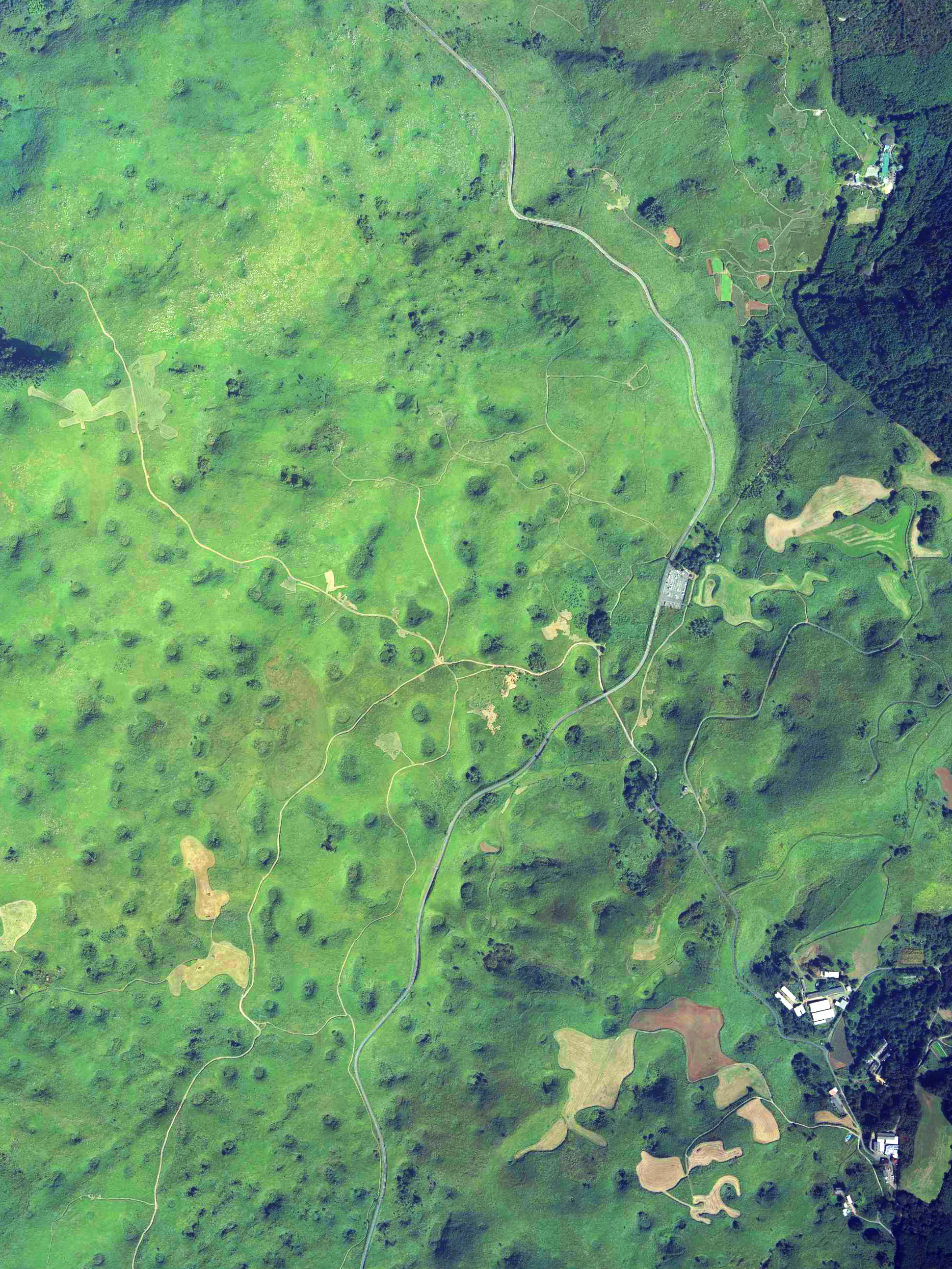
秋吉台地表の空中写真。

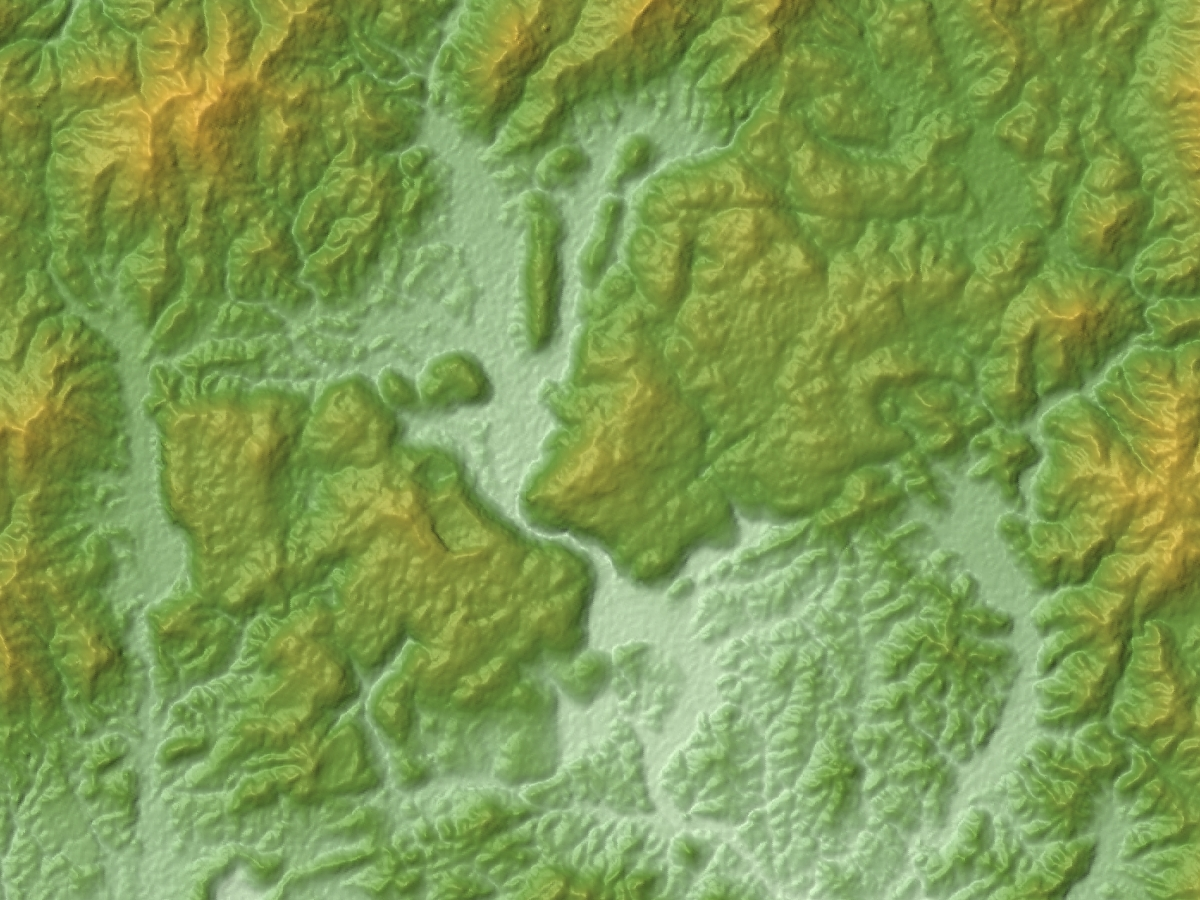
秋吉台の地形図 東台と西台

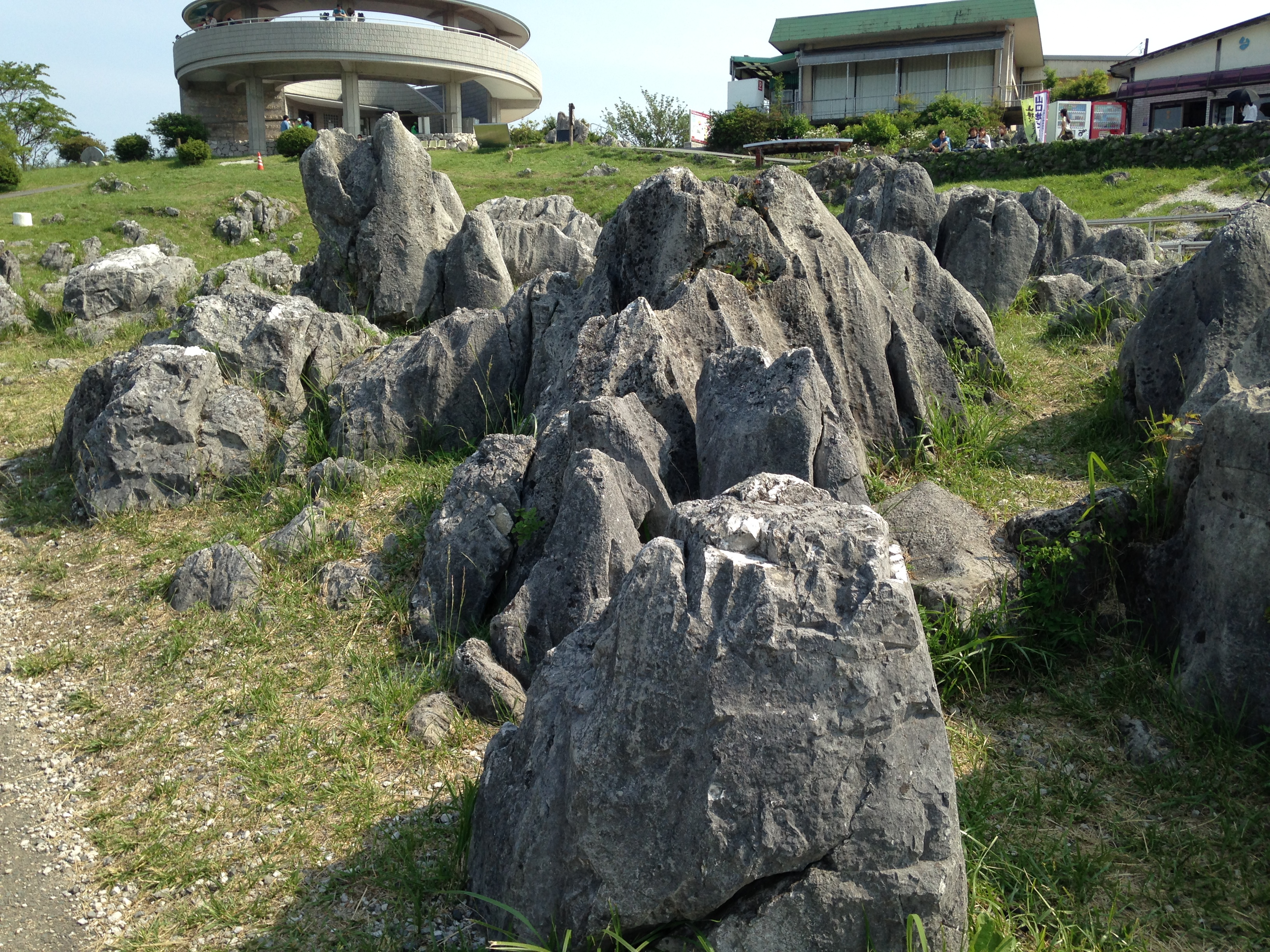
秋吉台の石灰岩柱

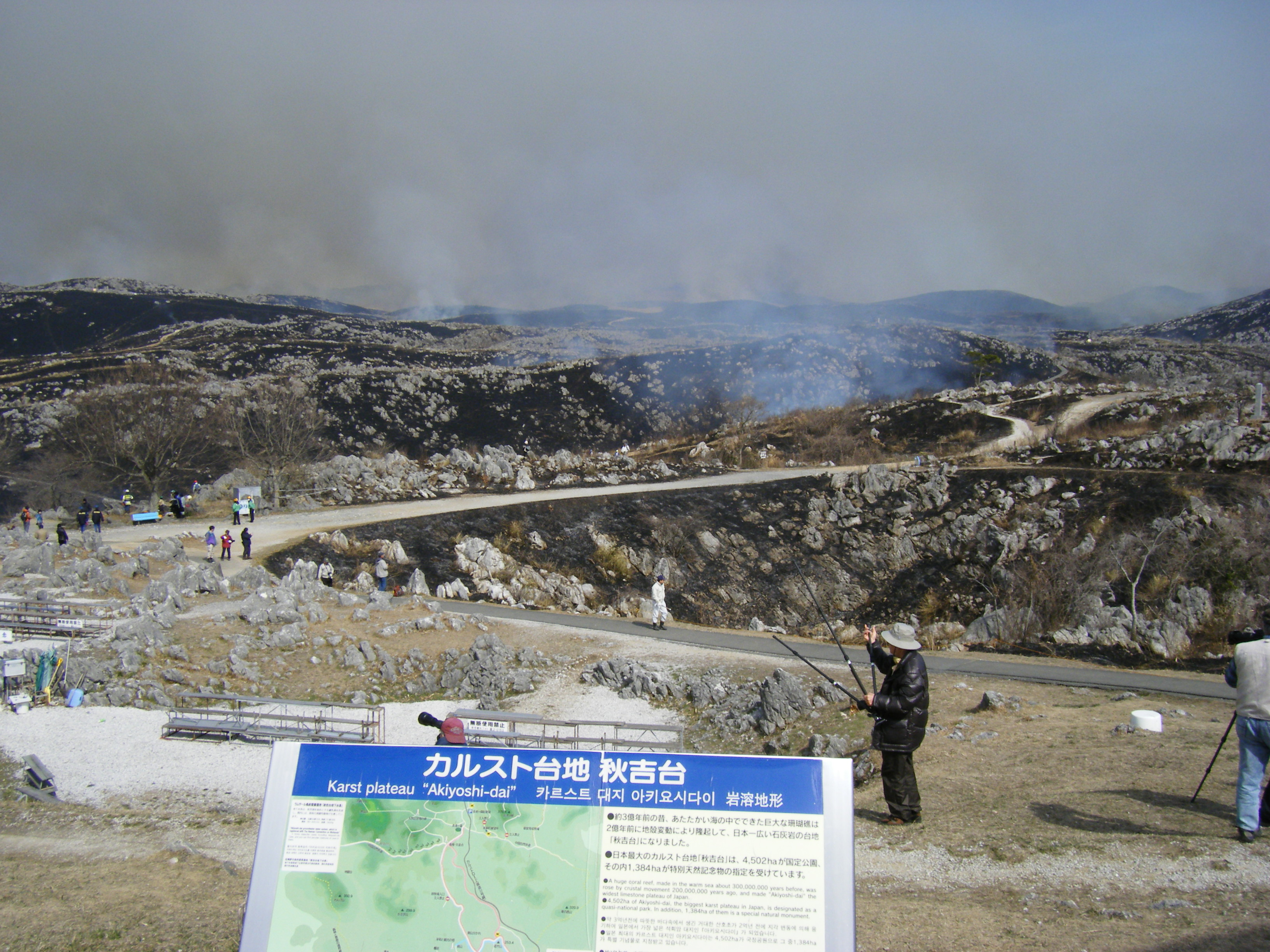
秋吉台の山焼き

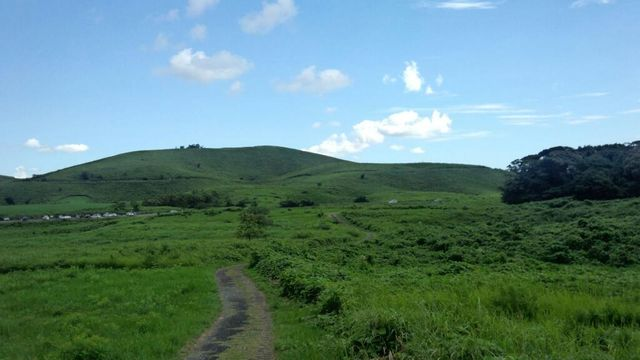
秋吉台最北部の烏帽子岳を望む

地表には無数の石灰岩柱とともに多数のドリーネ（擂鉢穴）やウバーレを有するカッレンフェルトが発達し、地下には秋芳洞、大正洞、景清穴、中尾洞など、400を超える鍾乳洞がある（近年も新しい洞窟が発見されている）。カルスト台地上の降水は蒸発散以外は全て地下に浸透し、秋芳洞をはじめとする多くの洞窟地下水系を通じ、東台と西台に降る雨の大半が厚東川に排出する。
東台の主部は広大な草原地となっており、昭和中頃まではドリーネ耕作や飼料用草刈り場として維持するため、春先に山焼きが広く行われていたが、近年は草原の景観維持の目的に変わり毎年2月に実施されている。しかし地域の高齢化、過疎化による労力不足から次第に実施面積が縮小しつつあり、草原維持の面で問題が生じつつある。台上東部の小盆地に集落（長登）がある。東台とは外れて小面積の猪出台と中台、八久保台があるが、広い意味で東台と総称される。
西台の大半は樹林地で、台地内のカルスト凹地3箇所に集落（江原、入見、奥河原）がある。石灰石資源の鉱区として数カ所で採掘が大きく進んでいる。西台の本体と離れて伊佐台があるが、ふつう西台と総称される。
秋吉台のカルスト台地はひとつの石灰岩の大地塊からなるが、その厚さは西台の西端で50 - 200 m、東台の東北端で1000 m以上に達することがボーリングデータから知られている。
東台には秋吉台科学博物館や秋吉台エコミュージアム、長登銅山文化交流館、秋吉台家族旅行村、秋吉台少年自然の家、秋吉台ユースホステル、秋吉台道路など、学術研究や観光用の施設が数多く整備されている。西台の麓の美祢市街地には美祢市歴史民俗資料館、美祢市化石館がある。北西部には嘉万ポリエという小さな盆地（ポリエ）がある。

## 成り立ち
約3億5千万年前（古生代石炭紀）、赤道付近のパンサラッサ（古太平洋）上にホットスポット起源のいくつもの海底火山が生じ、海面近くの頂上に珊瑚礁が形成された。これらの海山・珊瑚礁群は秋吉海山列と名付けられているが、秋吉台をはじめとする西南日本内帯のカルスト台地（ほかに帝釈台、阿哲台、平尾台など）のもととなり、最終的に厚さ500 mから1000 mの石灰岩層が堆積した。これらはプレート運動により北西へ移動し、海溝域で遠洋/深海成の地層と共に今のユーラシア大陸の一部に次々に付加し、海溝内堆積物中に埋もれた（約2億6千万年前）。このとき、珊瑚礁であった部分が現在のカルスト台地の石灰岩層をつくっている。
付加体として地下深く（約10 km?）に埋もれていく海山・珊瑚礁群は、プレートから剥ぎ取られる過程で横圧力によって大きく横臥褶曲し、地層の上下が逆転する地質構造をつくるとともに、2億3千万年前には押し上げられ、山脈の一部に石灰岩層が露出した。この一連の地殻変動を秋吉造山運動と呼んでいる。地層の逆転構造は1923年に小沢儀明が発見したが、その後も非逆転褶曲説や付加に伴う石灰岩体崩壊説など、複数の解釈が提唱され、逆転構造の細部については定説を見るに至っていない。
第三紀以前（約500万年以前）のカルスト地形の様子はよく分かっていないが、次のような歴史をへて、多数のドリーネや鍾乳洞が形成され、現在のようになった。
1. 約2000万年前、低位の準平原形成。現在の秋吉台上を被っている赤色土中には、円磨された石英砂粒が広く普遍的に含有され、準平原時の堆積物に由来するものと推定されている[5]。
2. 約500万年前、標高600 mの隆起準平原化。
3. 370万年前に標高300 mまで古厚東川の侵食が進み、準平原地形から台地地形へ変化。
4. 110万年前に標高100 mまで厚東川の侵食が進む。同時に秋吉台上も溶食によって次第に低くなり、今の秋吉台に近くなった。秋芳洞の形成が開始した。
5. 8 - 9万年前に阿蘇カルデラの巨大噴火（正確には噴火の結果、カルデラができた）によって高温の火砕流が萩近くまで達し、秋吉台も大量の火山灰に広く被われた。
6. 約1万年前にかけて標高45 mまで厚東川の侵食が進んだ後、沖積層の厚い堆積によって厚東川は現標高80 m付近を流れるようになる。

## 沿革
- 7 - 10世紀の頃、秋吉台東部（美祢市美東町長登地区）でわが国最古山、長登銅山が開発され、精錬が行われた。長登の地名は、奈良の大仏鋳造に本地産の銅が献納されたことをいう「奈良登り」の訛と伝えられている。
  - 以後、中世 - 近代を通じて本地区にはいくつもの鉱山が稼行されたが、1960年坑道の出水により操業が停止され、翌々1962年長登銅山としての終焉を迎えた。
- 10世紀に成立した「延喜式」の付録「和名考異」中に長門国美祢郡に石薬としての鍾乳石を産することが記されている[6]。
- 1727 - 1729年の地下上申絵図や1761 - 1763年の宝暦小村絵図から、台上でドリーネ耕作（窪畑）があったことがうかがえる[7]。
- 1844年頃の防長風土注進案に秋吉台の名がある。滝穴（今の秋芳洞）の洞内見物に関する記述もみられる。
- 1909年、観光洞として滝穴の開発が行われた。
- 1885年から1945年まで東台の一部が旧日本軍の演習地（大田演習場）となった。大田（おおだ）演習場は終戦後ニュージーランド軍、米軍による強制接収と射撃演習地への利用が行われ、一時は自衛隊の使用などを経て、1955年にはアメリカ軍による爆撃演習地使用の申し入れがあった。しかし強い反対運動が起こり、申し入れは翌年撤回され、同演習場は1957年美東町に返還された[8]。
- 1922年、滝穴と景清穴が天然記念物に指定された。
- 1923年、大正洞と中尾洞が天然記念物に指定された。
- 1923年、小沢儀明が日本初の大規模な横臥褶曲構造説を秋吉台で提唱した。
- 1928年に地獄台が天然記念物に、1955年に東台の大半が国定公園（秋吉台国定公園）に、また1961年に東台の主部が天然記念物に（1958.2.29 文化財保護委員会決定）、1964年には特別天然記念物に指定された。
- 1955年に宇部興産(株)伊佐セメント工場が、1959年に小野田セメント(株)重安鉱業所が、1965年には住友セメント(株)秋芳鉱山が、それぞれ西台においてセメント向けに大規模な石灰石の採掘事業を開始した。
- 1959年、秋芳町立秋吉台科学博物館が設立された。
- 1963年、第18回国民体育大会山岳競技が秋吉台とその周辺の山々で開催された。
- 1970年、秋吉台道路が開通した。
- 1991年、一部(天然記念物に指定されていない地域のうち40ヘクタール)を3か年で牧畜用地に改造する工事が始まり問題となる[9]。
- 2005年、3つの鍾乳洞、秋芳洞、景清洞、大正洞が秋吉台地下水系としてラムサール条約登録湿地となった[10]。
- 2007年、秋芳洞とともに日本の地質百選に選定された。
- 2009年、一酸化炭素中毒による死亡事故[11] で秋芳プラザホテルが廃業[12]。これ以降当地に所在するホテルは1棟のみとなる。
- 2015年、「Mine秋吉台」として日本ジオパークに選定された。
- 2020年、新型コロナウイルス感染症の世界的流行(COVID-19)の影響により、2009年以降、唯一残っていたホテル（秋芳ロイヤルホテル）が4月30日に廃業。破産申請の手続き中。[13][14]

## 石灰岩の中の化石
秋吉台の石灰岩は、石灰質の殻や骨格をもった生物の遺骸やそれらに由来する石灰質の砂や泥などが大量に集積してできた堆積岩で、それらの生物が化石となって沢山含まれる。これらの化石は古生代の石炭紀 - ペルム紀（3億6千万 - 2億5千万年前）のもので、暖かい浅海に生息していた種類からなる。造礁性の種類も多く、秋吉台の石灰岩層をサンゴ礁起源のものと考える根拠となっている。1923年、小沢儀明は帰水ドリーネの底部から時代的に新しい紡錘虫化石を、約100 m高いドリーネ上部から時代の古い紡錘虫化石を発見し、日本にも大規模な造山運動があったことの論拠となる横臥褶曲説（地層の逆転構造）を初めて提唱した。
主な化石：紡錘虫（フズリナ）、ウミユリ、腕足類、サンゴ、コケムシ、石灰藻、古生代型アンモナイト、三葉虫など

## 洞窟産の哺乳動物化石
洞窟や石灰岩の裂罅（割れ目）の中から色々な哺乳動物の骨化石が発見されている。これらは新生代第四紀（いわゆる氷河時代）の中期更新世（40 - 50万年前）以降に秋吉台に棲息していたものと考えられている。動物が縦穴に落ち込んだり、死骸がドリーネから地下へ流れ込んだものである。
洞窟内の水は石灰分を多く含むために骨が風化、分解しにくく、骨が保存されやすい。そのため化石とは言っても、骨がひとつひとつバラバラの状態で粘土層の中から出てくることが多く、見かけが岩石のような質に変わってはいない（化石とは約1万年前よりも古い時代の生物に関係するもので、石になっていることではなく、足跡や冷凍マンモスの肉も化石である）。
中期更新世より前の化石は発見されていない。動物がまったく棲んでいなかったとは考えられず、未解明の問題として残っている。
発見された主な種：ニッポンサイ、トウヨウゾウ、ヨウシトラ、シカマトガリネズミ、ニホンモグラジネズミ、ヒョウ、ナウマンゾウ、ヤベオオツノジカ、ヒグマ、ニホンムカシジカ、オオヤマネコ、ニホンオオカミなど
マグロ化石の謎　伊佐台の石灰石を採掘している宇部興産（株）の採掘場に現れた洞窟堆積物の中から、かつてゾウやトラの化石と共に巨大なホンマグロの脊椎骨化石が産出した。海までは直線距離で18 kmもあり、太古の人為的な運び込みか、動物による運び込みか、謎のまま残っている。
- 標本を見ることのできるところ：美祢市歴史民俗資料館

## 秋吉台の生物

### 植物
春：オキナグサ、キジムシロ、センボンヤリ、ウスゲスミレ、スミレ、イチリンソウなど　夏：ホザキザクラ、ムラサキ、オカトラノオ、コオニユリ、クサギ、アキカラマツなど　秋：ヒメヒゴタイ、アキノキリンソウ、リンドウ、ウメバチソウ、センブリ、アキヨシアザミなど　
好石灰岩植物：アカネスゲ、ナンテン、ビワ、イチョウシダ、アキヨシアザミなど　
帰化植物：セイヨウタンポポ、セイタカアワダチソウ、ブタクサ、ヘラオオバコなど
海岸植物の謎　草原上にはトベラ、クスドイゲ、イスノキ、ムサシアブミなど、意外と海岸植物が多い。秋吉台が渡り鳥の中継点となっていて、鳥の糞に含まれる種子によるものらしい。

### 動物
秋吉台には多くの草原の昆虫が生息しているが、草原や里山の減少・衰退が進み、食草が少なくなっていることから、オオウラギンヒョウモンやウラギンスジヒョウモン、セアカオサムシなどは絶滅が危惧されている。

## 鍾乳洞
- 特別天然記念物：秋芳洞

- 天然記念物：大正洞、景清穴、中尾洞
- 登録数：407（1996年時点）
- 最も長い洞窟（測量基線の総延長）：秋芳洞 - 風穴 - 葛ヶ穴（8850 m）
- 最も深い洞窟（地表と最深部の標高差）：入見穴見戸の穴（204 m）
- 最も大きい空洞1：蛇ヶ穴（長さ130 m/幅110 m/高低差90 m）石灰石採掘残土により埋積消滅
- 最も大きい空洞2：秋芳洞の千畳敷（長さ175 m/幅80 m/高低差35 m）
- 最も大きい地底湖：寺山の穴（長さ40 m/幅40 m/深さ15 m）

竜宮穴の謎　竜宮穴は東台の東部にある横穴型の小鍾乳洞で、雨の時期には洞口から地下水が流出するが、普段は洞内の相当奥に小さな地底湖があるだけである。渇水が続くと地底湖の水も少なくなる。この洞窟には異常な渇水が続くと突如として大量の地下水が吐出するという言い伝えがあり、実際大正11年9月25日に地鳴りを伴って約2時間にわたって白濁水が吐出したという記録がある。
小野の湧泉の謎　美祢市秋芳町青景の小野にあるこの湧泉は、沖積面下に50 m以上まで垂直に落ちている竪穴状の湧泉である。この湧泉について江戸時代末に記された防長風土注進案中に次のようなことが記されている。「出水（デミズ）の逆流　小野村にあり、岩窟より湧き出、出水川となる。17、18間流れて本川に入る。晴雨に関わらず、時に逆流してもとの穴に吸い込まれていく。その時は本川の水まで吸い込まれる。半時程すると、その後はいつもよりも多く湧き出る。そばの道まで溢れるくらいである。海に近いところであれば、地下で海中に続いていて、潮の干満ということもあろうが、ここではそのような理屈は考えられない。また、時刻も潮の満ち干とは限らない。冬春には稀で、夏に頻繁に見られる。名所旧跡」
この現象は昭和40年頃までは目撃されることもあったらしい。その後、河川改修による近傍の青景川河床の掘り下げが行われ、今ではまったく知られなくなった。

## 文化
1989年より作曲家細川俊夫によりこの地域で10年間に渡り開催された秋吉台国際20世紀音楽セミナー&フェスティバルは、日本の現代音楽史に大きな影響を与えた。
1998年に建築家磯崎新の設計で秋吉台国際芸術村が設立されたが、秋吉台音楽セミナーの撤退により事実上1年しか使われなかった。現在では小規模の地元の音楽会や、民間団体の宿泊研修施設として用いられている。

### カルストに関わる方言
- 窪：ドリーネ
- 窪畑：ドリーネ耕作
- 穴：縦穴/横穴の別なく呼ぶ。ほかに大型のドリーネをも呼ぶ。
- ヂバス：縦穴や陥没穴。「地にウツケた蓮の穴」の意。「地走す」、「地鉢」とも。
- 出水（デミズ、デミ）：湧泉。
- 入水（イリミズ、イリミ）：大小の区別なく吸込穴。
- 逆水（サカミズ）：平時の流れと逆の潜流を示すことがある湧泉。
- 帰水：湧出する水が若干距離を表流の後、吸込穴に入っていく様。ウバーレ[10]。地下上申絵図（青景村）に「帰り水」の地名とともに流れの絵がある。

## その他
- 2004年10月29日に開催された美祢市・秋芳町・美東町の合併協議会において、新市名として『秋吉台市』が『美祢市』を押さえて最多得票を得た。これは、合併協議において美祢市に主導権を握られることに危惧を覚えた秋芳町と美東町の合併協議会委員の意向によるものと推測されるが、このことを引き金として合併協議が紛糾。ついには合併特例法期限内での合併を断念し、合併協議会は休止に追い込まれた。その後合併協議が再開され、改めて新市名の選定が行われた結果、『美祢市』が新市名に決まり2008年3月21日に合併した。

## 交通手段

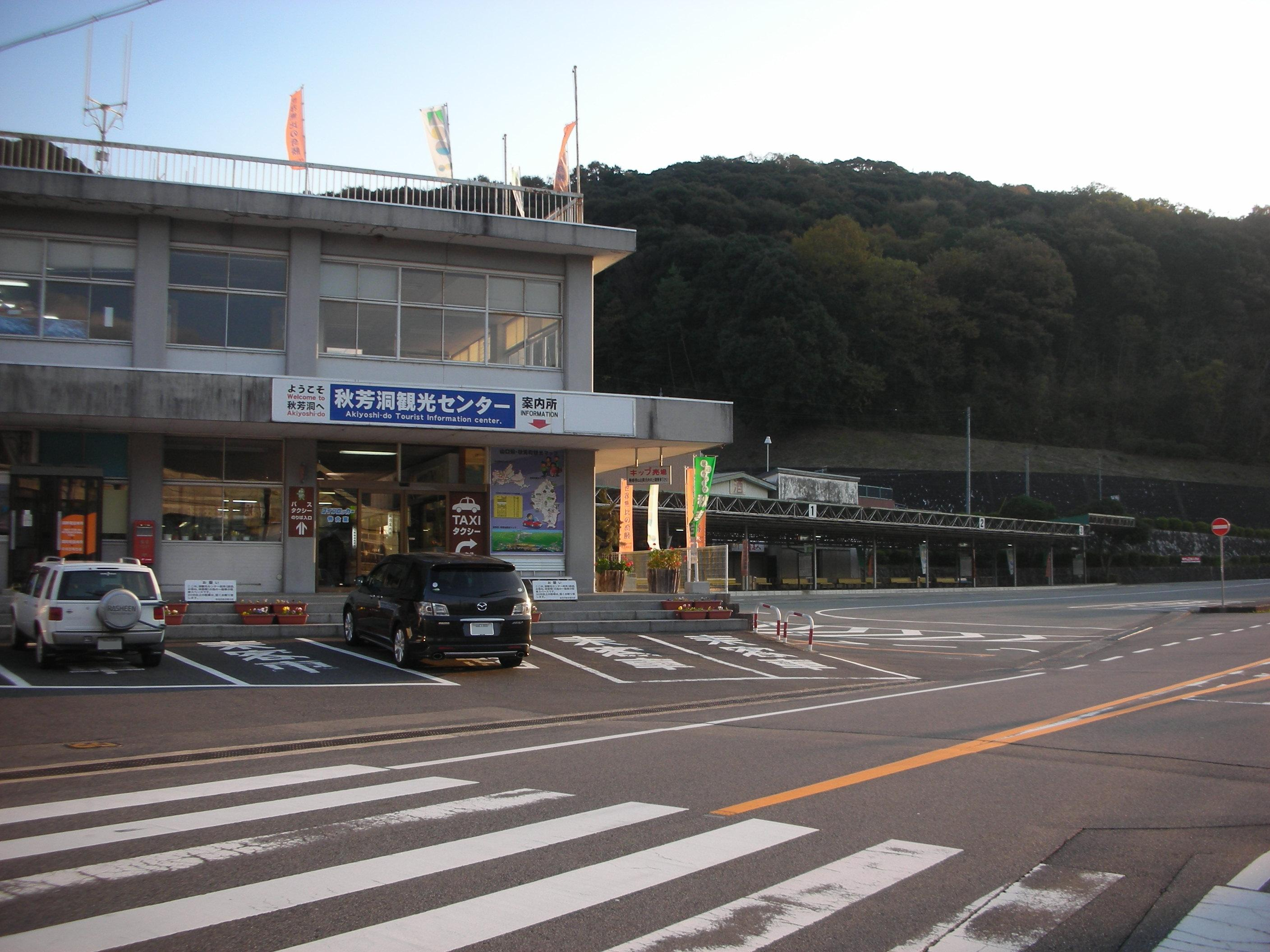
秋芳洞観光センター 右後方がバスセンター

公共交通機関を用いる場合には各鉄道駅から「秋芳洞」バス停（「秋芳洞観光センター」そばのバスターミナル）を目指すことになる。
- 新山口駅より防長交通バスで約40分
- 山口駅よりJRバス中国で約55分
- 下関駅よりサンデン交通バスで約2時間
- 美祢駅よりサンデン交通バスで約25分
- 東萩駅より防長交通バスで約1時間

秋芳洞から秋吉台上、および長者ヶ森や大正洞、景清穴、サファリランドなどがある奥秋吉台方面への交通手段として、平日は乗合タクシー（かるすとタクシー）が運行されている。土曜・休日は秋芳洞 - 秋吉台上間の巡回バス（JRバス中国）が運行されている。
自動車の場合は中国自動車道美祢ICより車で約20分、同小郡ICより車で約30分。台上を秋吉台道路が貫いており（上述の東萩駅 - 秋芳洞間のバスが秋吉台道路を通過している）、途中の長者が森付近に駐車場が設けられている。